# Allah n'est pas obligé (film)
Pour plus de détails, voir Fiche technique et Distribution.
Allah n'est pas obligé est un film d'animation français, canadien, belge et luxembourgeois réalisé par Zaven Najjar et sorti en 2025. Il est l'adaptation du roman autobiographique Allah n'est pas obligé d'Ahmadou Kourouma,.

## Synopsis
Birahima a une douzaine d’années et vit à Togobala, en Côte d'Ivoire. C’est un enfant des rues comme il le dit lui-même, « un enfant de la rue sans peur ni reproche ». Après la mort de sa mère, infirme, on lui conseille d’aller retrouver sa tante au Liberia. Personne ne se dévoue pour l’accompagner mis à part Yacouba « le bandit boiteux, le multiplicateur des billets de banque, le féticheur musulman ». Les voilà donc sur la route du Liberia. Très vite, ils se font enrôler dans différentes factions, où Birahima devient enfant soldat avec tout ce que cela entraîne : drogue, meurtres, viols… Yacouba arrive facilement à se faire une place de féticheur auprès des bandits, très croyants. D'aventures en aventures, Birahima et Yacouba vont traverser la Guinée, la Sierra Leone, le Liberia et enfin la Côte d'Ivoire.

## Fiche technique
- Titre original : Allah n'est pas obligé
- Réalisation : Zaven Najjar
- Scénario : Zaven Najjar et Karine Winczura, d'après l'œuvre d'Ahmadou Kourouma
- Production : Adrien Chef, Paul Thiltges, Sébastien Onomo, Anne-Laure Guégan, Éric Idriss Kanango et Daniel Múgica
- Musique : Thibault Kientz-Agyeman
- Direction artistique : Zeven Najjar
- Société de production : La Fabrique d'Images, Special Touch Studio, Paul Thiltges Distributions et Need Productions
- Société de distribution : BAC Films
- Pays de production :  Canada,  France,  Belgique et  Luxembourg
- Langue originale : français
- Format : couleur
- Genre : Animation
- Durée : 77 minutes
- Dates de sortie en salles :
  - France : 9 juin 2025 (Annecy)

## Distribution
- Naky Sy Savané
- Raymond Dikoumé
- Thomas Ngijol : Yacouba
- Adrienne Irving
- SK07
- Marc Zinga
- Annabelle Lengronne